# Pere Campins
Pere Joan Campins i Barceló (Palma de Mallorca, 14 de enero de 1859-23 de febrero de 1915) fue un religioso español, obispo de Mallorca entre 1898 y 1915. 

## Biografía
Ordenado sacerdote en 1882, estudió teología y derecho canónico en Toledo (1885-86). Fue párroco de Porreras y, posteriormente, canónigo magistral de la Catedral de Santa María de Palma de Mallorca, catedrático del seminario de esa ciudad y vicario capitular, antes de ser nombrado obispo de Mallorca en 1898. Al frente de la diócesis, reformó el plan de estudios del seminario, introdujo las nuevas corrientes litúrgicas, creó nuevas parroquias, publicó un censo de la diócesis, fundó un archivo histórico y un Museo Arqueológico Diocesano, instituyó en el seminario una cátedra de lengua y literatura mallorquina, y publicó un catecismo en catalán, entre otras medidas.
Fue el promotor de la restauración de la Catedral de Mallorca, realizada por el arquitecto modernista Antoni Gaudí entre 1903 y 1914. El obispo Campins efectuó una visita a Barcelona el 20 de noviembre de 1899, fecha en que visitó a Gaudí en el Templo Expiatorio de la Sagrada Familia. Al parecer, el obispo comentó con el arquitecto el transcurso de las obras en la seo mallorquina y quedó sorprendido por la opinión de Gaudí al respecto. En verano de 1901, el obispo realizó una visita ad limina a Roma y, en el transcurso del viaje, visitó varias catedrales italianas y francesas. De regreso, el 19 de agosto, recaló de nuevo en Barcelona y le propuso a Gaudí hacerse cargo de las obras de restauración de la catedral.
| Predecesor: Jacinto María Cervera y Cervera | Obispo de Mallorca 1898 - 1915 | Sucesor: Rigoberto Doménech Valls |